# Face Dances
Face Dances è il nono album in studio del gruppo rock inglese The Who, pubblicato nel 1981.

## Tracce
Testi e musiche di Pete Townshend eccetto ove indicato.
1. You Better You Bet – 5:36
2. Don't Let Go The Coat – 3:43
3. Cache Cache – 3:57
4. The Quiet One – 3:09 (Entwistle)
5. Did You Steal My Money – 4:10
6. How Can You Do It Alone – 5:26
7. Daily Records – 3:27
8. You – 4:30 (Entwistle)
9. Another Tricky Day – 4:55

## Formazione

### Gruppo
- Roger Daltrey - voce, armonica a bocca
- Pete Townshend - chitarra, tastiere, voce
- John Entwistle - basso, tastiere, voce
- Kenney Jones - batteria

### Altri musicisti
- John "Rabbit" Bundrick - tastiere, sintetizzatore